# ヴァンディーメン

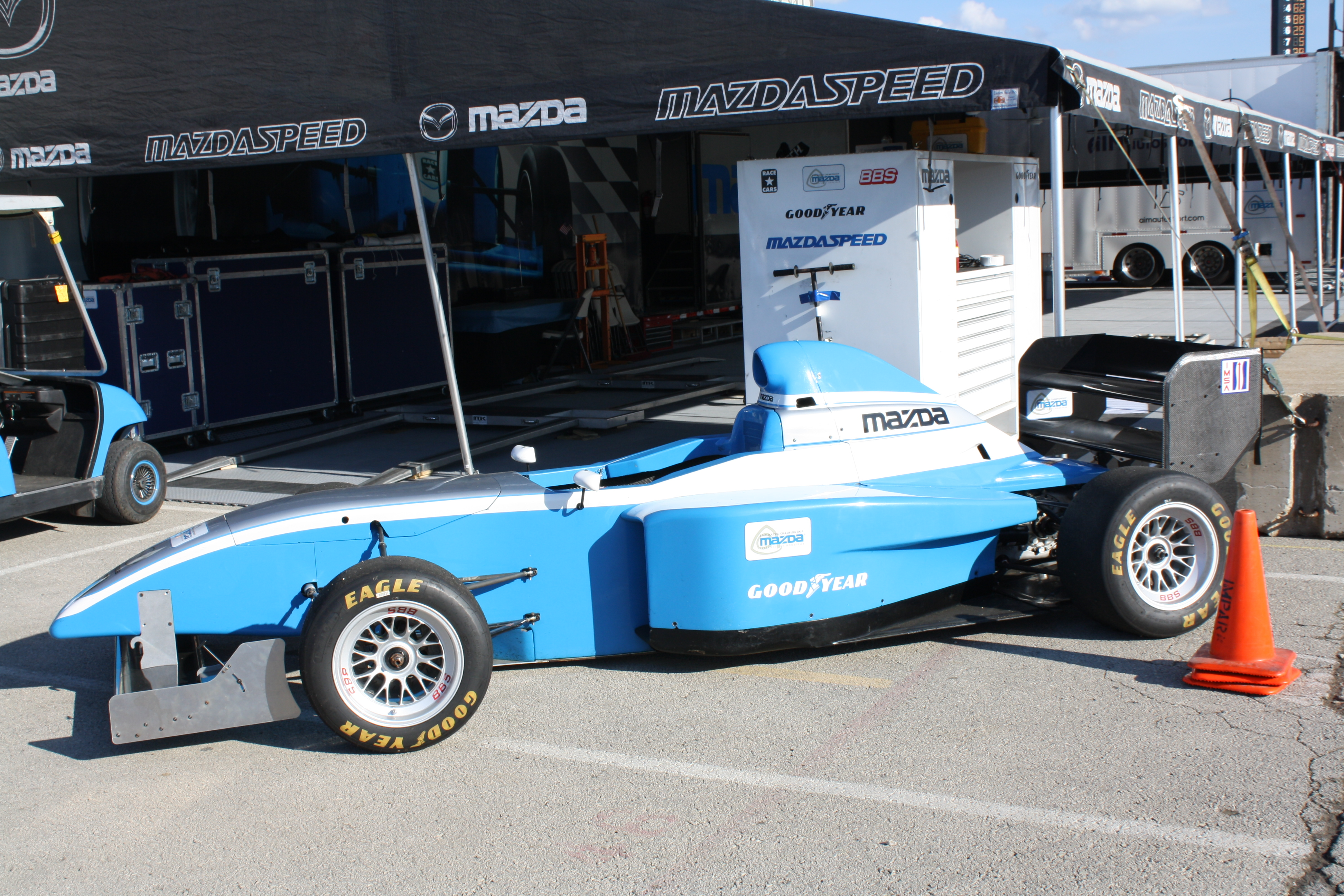
スターマツダの車両

ヴァンディーメン(Van Diemen)はかつて存在した、イギリスのレーシングカーコンストラクター。日本ではかつて全日本F3選手権に供給していたことでもなじみのあるメーカーである。

## 概要
1973年にロス・アンブローズとラルフ・ファーマン・シニアによって設立され、これまで全日本F3選手権、フォーミュラ・ルノー、U.S. F2000 ナショナルチャンピオンシップやフォーミュラ・フォードをはじめ、多くのレースに車両を供給しており、ジュニア・フォーミュラにおいては定番だった。それらのいくつはワンメイクレースのために独占的に供給した。

## これまで車体を供給していたシリーズ
- フォーミュラ・ルノー
- フォーミュラ・フォード
- 全日本F3選手権
- プロ・マツダ チャンピオンシップ

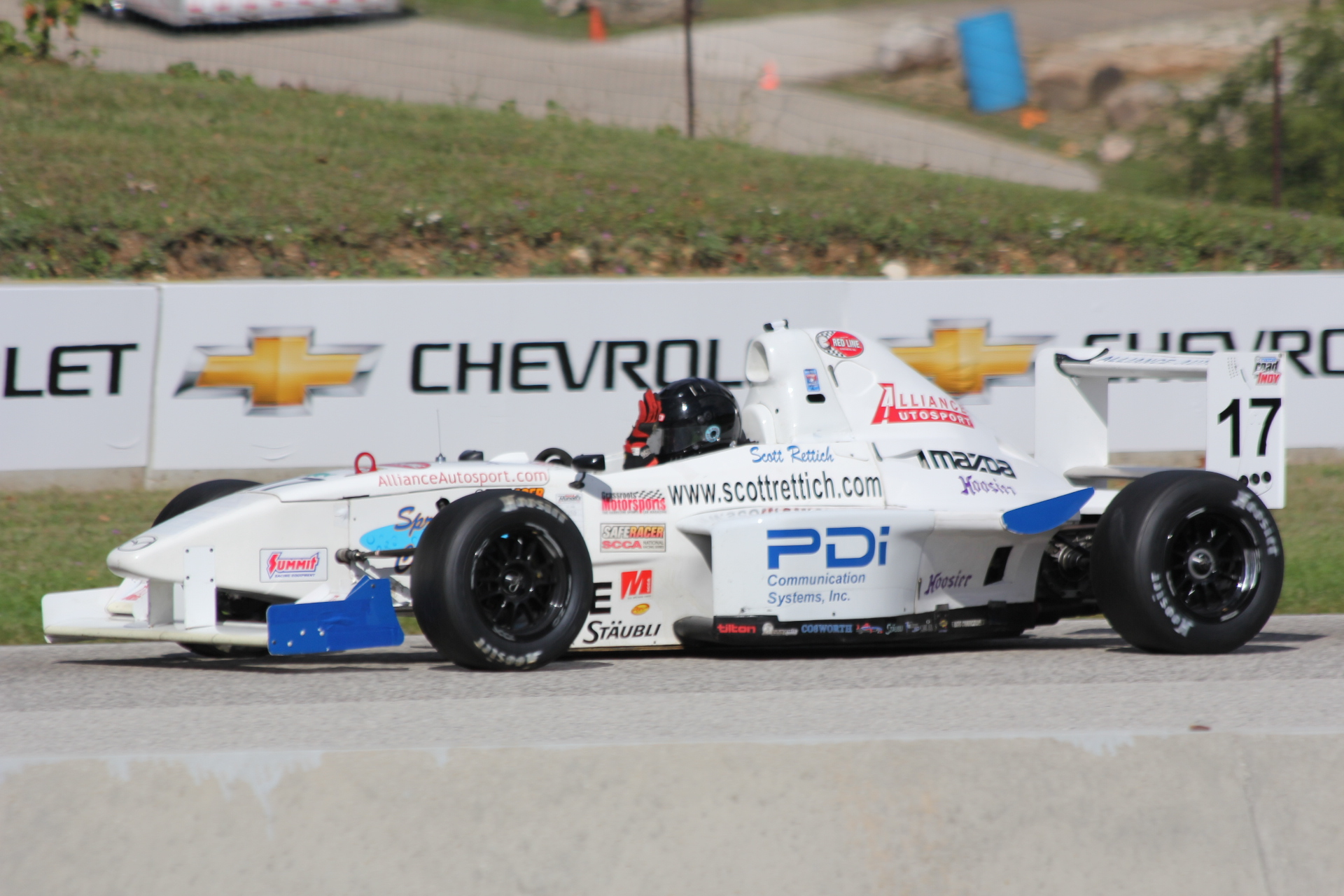
フォーミュラ・SCCAの車両

- U.S. F2000 ナショナルチャンピオンシップ

など